# Landesstraßen in Nordrhein-Westfalen
In Nordrhein-Westfalen gibt es neben den Bundesautobahnen und Bundesstraßen, deren Baulast auf Seiten des Bundes liegt, noch Landesstraßen und Kreisstraßen. Für Gemeindestraßen sind die Gemeinden zuständig.
Als Abkürzung für die Landesstraßen dient der Buchstabe L.

## Nummerierung
Für die Landesstraßen im Gebiet des Landschaftsverbandes Rheinland sind die Bezeichnungen von L 1 bis L 499 vergeben bzw. vorgesehen, für diejenigen im Gebiet des Landschaftsverbandes Westfalen-Lippe die Bezeichnungen von L 501 bis L 999.

## Landesstraßen
→ Hauptartikel:
- Liste der Landesstraßen im Regierungsbezirk Arnsberg
- Liste der Landesstraßen im Regierungsbezirk Detmold
- Liste der Landesstraßen im Regierungsbezirk Düsseldorf
- Liste der Landesstraßen im Regierungsbezirk Köln
- Liste der Landesstraßen im Regierungsbezirk Münster

## Farblegende

### Derzeitige Landesstraßen
|  | Landesstraße im Regierungsbezirk Arnsberg   |
|  | Landesstraße im Regierungsbezirk Detmold    |
|  | Landesstraße im Regierungsbezirk Düsseldorf |
|  | Landesstraße im Regierungsbezirk Köln       |
|  | Landesstraße im Regierungsbezirk Münster    |

### Ehemalige Landesstraßen
|  | Landesstraße im Regierungsbezirk Arnsberg   |
|  | Landesstraße im Regierungsbezirk Detmold    |
|  | Landesstraße im Regierungsbezirk Düsseldorf |
|  | Landesstraße im Regierungsbezirk Köln       |
|  | Landesstraße im Regierungsbezirk Münster    |

## Liste der Landesstraßen

### L1 – L100
| L 1  | L 2        | L 3  | L 4  | L 5 L 5n | L 6  | L 7  | L 8  | L 9  | L 10  |
| L 11 | L 12 L 12n | L 13 | L 14 | L 15     | L 16 | L 17 | L 18 | L 19 | L 20  |
| L 21 | L 22       | L 23 | L 24 | L 25     | L 26 | L 27 | L 28 | L 29 | L 30  |
| L 31 | L 32       | L 33 | L 34 | L 35     | L 36 | L 37 | L 38 | L 39 | L 40  |
| L 41 | L 42       | L 43 | L 44 | L 45     | L 46 | L 47 | L 48 | L 49 | L 50  |
| L 51 | L 52       | L 53 | L 54 | L 55     | L 56 | L 57 | L 58 | L 59 | L 60  |
| L 61 | L 62       | L 63 | L 64 | L 65     | L 66 | L 67 | L 68 | L 69 | L 70  |
| L 71 | L 72       | L 73 | L 74 | L 75     | L 76 | L 77 | L 78 | L 79 | L 80  |
| L 81 | L 82       | L 83 | L 84 | L 85     | L 86 | L 87 | L 88 | L 89 | L 90  |
| L 91 | L 92       | L 93 | L 94 | L 95     | L 96 | L 97 | L 98 | L 99 | L 100 |

### L101 – L200
| L 101        | L 102 | L 103 | L 104 | L 105 | L 106 | L 107 | L 108        | L 109 | L 110 |
| L 111        | L 112 | L 113 | L 114 | L 115 | L 116 | L 117 | L 118        | L 119 | L 120 |
| L 121        | L 122 | L 123 | L 124 | L 125 | L 126 | L 127 | L 128        | L 129 | L 130 |
| L 131        | L 132 | L 133 | L 134 | L 135 | L 136 | L 137 | L 138        | L 139 | L 140 |
| L 141 L 141n | L 142 | L 143 | L 144 | L 145 | L 146 | L 147 | L 148        | L 149 | L 150 |
| L 151        | L 152 | L 153 | L 154 | L 155 | L 156 | L 157 | L 158        | L 159 | L 160 |
| L 161        | L 162 | L 163 | L 164 | L 165 | L 166 | L 167 | L 168        | L 169 | L 170 |
| L 171        | L 172 | L 173 | L 174 | L 175 | L 176 | L 177 | L 178 L 178n | L 179 | L 180 |
| L 181        | L 182 | L 183 | L 184 | L 185 | L 186 | L 187 | L 188        | L 189 | L 190 |
| L 191        | L 192 | L 193 | L 194 | L 195 | L 196 | L 197 | L 198        | L 199 | L 200 |

### L201 – L300
| L 201 | L 202 | L 203 | L 204 | L 205 | L 206 | L 207 | L 208 | L 209 | L 210 |
| L 211 | L 212 | L 213 | L 214 | L 215 | L 216 | L 217 | L 218 | L 219 | L 220 |
| L 221 | L 222 | L 223 | L 224 | L 225 | L 226 | L 227 | L 228 | L 229 | L 230 |
| L 231 | L 232 | L 233 | L 234 | L 235 | L 236 | L 237 | L 238 | L 239 | L 240 |
| L 241 | L 242 | L 243 | L 244 | L 245 | L 246 | L 247 | L 248 | L 249 | L 250 |
| L 251 | L 252 | L 253 | L 254 | L 255 | L 256 | L 257 | L 258 | L 259 | L 260 |
| L 261 | L 262 | L 263 | L 264 | L 265 | L 266 | L 267 | L 268 | L 269 | L 270 |
| L 271 | L 272 | L 273 | L 274 | L 275 | L 276 | L 277 | L 278 | L 279 | L 280 |
| L 281 | L 282 | L 283 | L 284 | L 285 | L 286 | L 287 | L 288 | L 289 | L 290 |
| L 291 | L 292 | L 293 | L 294 | L 295 | L 296 | L 297 | L 298 | L 299 | L 300 |

### L301 – L400
| L 301 | L 302 | L 303        | L 304 | L 305 | L 306 | L 307        | L 308 | L 309 | L 310 |
| L 311 | L 312 | L 313        | L 314 | L 315 | L 316 | L 317        | L 318 | L 319 | L 320 |
| L 321 | L 322 | L 323        | L 324 | L 325 | L 326 | L 327        | L 328 | L 329 | L 330 |
| L 331 | L 332 | L 333        | L 334 | L 335 | L 336 | L 337        | L 338 | L 339 | L 340 |
| L 341 | L 342 | L 343        | L 344 | L 345 | L 346 | L 347        | L 348 | L 349 | L 350 |
| L 351 | L 352 | L 353 L 353n | L 354 | L 355 | L 356 | L 357 L 357a | L 358 | L 359 | L 360 |
| L 361 | L 362 | L 363        | L 364 | L 365 | L 366 | L 367        | L 368 | L 369 | L 370 |
| L 371 | L 372 | L 373        | L 374 | L 375 | L 376 | L 377        | L 378 | L 379 | L 380 |
| L 381 | L 382 | L 383        | L 384 | L 385 | L 386 | L 387        | L 388 | L 389 | L 390 |
| L 391 | L 392 | L 393        | L 394 | L 395 | L 396 | L 397        | L 398 | L 399 | L 400 |

### L401 – L499
| L 401 | L 402 | L 403 L 403a | L 404 | L 405 | L 406 | L 407 | L 408 | L 409 | L 410 |
| L 411 | L 412 | L 413        | L 414 | L 415 | L 416 | L 417 | L 418 | L 419 | L 420 |
| L 421 | L 422 | L 423        | L 424 | L 425 | L 426 | L 427 | L 428 | L 429 | L 430 |
| L 431 | L 432 | L 433        | L 434 | L 435 | L 436 | L 437 | L 438 | L 439 | L 440 |
| L 441 | L 442 | L 443        | L 444 | L 445 | L 446 | L 447 | L 448 | L 449 | L 450 |
| L 451 | L 452 | L 453        | L 454 | L 455 | L 456 | L 457 | L 458 | L 459 | L 460 |
| L 461 | L 462 | L 463        | L 464 | L 465 | L 466 | L 467 | L 468 | L 469 | L 470 |
| L 471 | L 472 | L 473        | L 474 | L 475 | L 476 | L 477 | L 478 | L 479 | L 480 |
| L 481 | L 482 | L 483        | L 484 | L 485 | L 486 | L 487 | L 488 | L 489 | L 490 |
| L 491 | L 492 | L 493        | L 494 | L 495 | L 496 | L 497 | L 498 | L 499 |       |

### L501 – L600
| L 501 | L 502 | L 503 | L 504 | L 505 | L 506 | L 507        | L 508 | L 509 | L 510 |
| L 511 | L 512 | L 513 | L 514 | L 515 | L 516 | L 517        | L 518 | L 519 | L 520 |
| L 521 | L 522 | L 523 | L 524 | L 525 | L 526 | L 527 L 527n | L 528 | L 529 | L 530 |
| L 531 | L 532 | L 533 | L 534 | L 535 | L 536 | L 537        | L 538 | L 539 | L 540 |
| L 541 | L 542 | L 543 | L 544 | L 545 | L 546 | L 547        | L 548 | L 549 | L 550 |
| L 551 | L 552 | L 553 | L 554 | L 555 | L 556 | L 557        | L 558 | L 559 | L 560 |
| L 561 | L 562 | L 563 | L 564 | L 565 | L 566 | L 567        | L 568 | L 569 | L 570 |
| L 571 | L 572 | L 573 | L 574 | L 575 | L 576 | L 577        | L 578 | L 579 | L 580 |
| L 581 | L 582 | L 583 | L 584 | L 585 | L 586 | L 587        | L 588 | L 589 | L 590 |
| L 591 | L 592 | L 593 | L 594 | L 595 | L 596 | L 597        | L 598 | L 599 | L 600 |

### L601 – L700
| L 601 | L 602 | L 603 | L 604 | L 605 | L 606 | L 607 | L 608 | L 609 | L 610 |
| L 611 | L 612 | L 613 | L 614 | L 615 | L 616 | L 617 | L 618 | L 619 | L 620 |
| L 621 | L 622 | L 623 | L 624 | L 625 | L 626 | L 627 | L 628 | L 629 | L 630 |
| L 631 | L 632 | L 633 | L 634 | L 635 | L 636 | L 637 | L 638 | L 639 | L 640 |
| L 641 | L 642 | L 643 | L 644 | L 645 | L 646 | L 647 | L 648 | L 649 | L 650 |
| L 651 | L 652 | L 653 | L 654 | L 655 | L 656 | L 657 | L 658 | L 659 | L 660 |
| L 661 | L 662 | L 663 | L 664 | L 665 | L 666 | L 667 | L 668 | L 669 | L 670 |
| L 671 | L 672 | L 673 | L 674 | L 675 | L 676 | L 677 | L 678 | L 679 | L 680 |
| L 681 | L 682 | L 683 | L 684 | L 685 | L 686 | L 687 | L 688 | L 689 | L 690 |
| L 691 | L 692 | L 693 | L 694 | L 695 | L 696 | L 697 | L 698 | L 699 | L 700 |

### L701 – L800
| L 701 | L 702        | L 703 | L 704 | L 705 | L 706 | L 707 | L 708 | L 709 | L 710 |
| L 711 | L 712 L 712n | L 713 | L 714 | L 715 | L 716 | L 717 | L 718 | L 719 | L 720 |
| L 721 | L 722        | L 723 | L 724 | L 725 | L 726 | L 727 | L 728 | L 729 | L 730 |
| L 731 | L 732        | L 733 | L 734 | L 735 | L 736 | L 737 | L 738 | L 739 | L 740 |
| L 741 | L 742        | L 743 | L 744 | L 745 | L 746 | L 747 | L 748 | L 749 | L 750 |
| L 751 | L 752        | L 753 | L 754 | L 755 | L 756 | L 757 | L 758 | L 759 | L 760 |
| L 761 | L 762        | L 763 | L 764 | L 765 | L 766 | L 767 | L 768 | L 769 | L 770 |
| L 771 | L 772        | L 773 | L 774 | L 775 | L 776 | L 777 | L 778 | L 779 | L 780 |
| L 781 | L 782        | L 783 | L 784 | L 785 | L 786 | L 787 | L 788 | L 789 | L 790 |
| L 791 | L 792        | L 793 | L 794 | L 795 | L 796 | L 797 | L 798 | L 799 | L 800 |

### L801 – L900
| L 801 | L 802 | L 803 | L 804 | L 805 | L 806 | L 807 | L 808 | L 809 | L 810 |
| L 811 | L 812 | L 813 | L 814 | L 815 | L 816 | L 817 | L 818 | L 819 | L 820 |
| L 821 | L 822 | L 823 | L 824 | L 825 | L 826 | L 827 | L 828 | L 829 | L 830 |
| L 831 | L 832 | L 833 | L 834 | L 835 | L 836 | L 837 | L 838 | L 839 | L 840 |
| L 841 | L 842 | L 843 | L 844 | L 845 | L 846 | L 847 | L 848 | L 849 | L 850 |
| L 851 | L 852 | L 853 | L 854 | L 855 | L 856 | L 857 | L 858 | L 859 | L 860 |
| L 861 | L 862 | L 863 | L 864 | L 865 | L 866 | L 867 | L 868 | L 869 | L 870 |
| L 871 | L 872 | L 873 | L 874 | L 875 | L 876 | L 877 | L 878 | L 879 | L 880 |
| L 881 | L 882 | L 883 | L 884 | L 885 | L 886 | L 887 | L 888 | L 889 | L 890 |
| L 891 | L 892 | L 893 | L 894 | L 895 | L 896 | L 897 | L 898 | L 899 | L 900 |

### L901 – L999
| L 901 | L 902 | L 903 | L 904 | L 905 | L 906 | L 907 | L 908 | L 909 | L 910 |
| L 911 | L 912 | L 913 | L 914 | L 915 | L 916 | L 917 | L 918 | L 919 | L 920 |
| L 921 | L 922 | L 923 | L 924 | L 925 | L 926 | L 927 | L 928 | L 929 | L 930 |
| L 931 | L 932 | L 933 | L 934 | L 935 | L 936 | L 937 | L 938 | L 939 | L 940 |
| L 941 | L 942 | L 943 | L 944 | L 945 | L 946 | L 947 | L 948 | L 949 | L 950 |
| L 951 | L 952 | L 953 | L 954 | L 955 | L 956 | L 957 | L 958 | L 959 | L 960 |
| L 961 | L 962 | L 963 | L 964 | L 965 | L 966 | L 967 | L 968 | L 969 | L 970 |
| L 971 | L 972 | L 973 | L 974 | L 975 | L 976 | L 977 | L 978 | L 979 | L 980 |
| L 981 | L 982 | L 983 | L 984 | L 985 | L 986 | L 987 | L 988 | L 989 | L 990 |
| L 991 | L 992 | L 993 | L 994 | L 995 | L 996 | L 997 | L 998 | L 999 |       |

## Quelle
- Landesvermessungsamt Nordrhein-Westfalen, Kreiskarten